# Harry Saputra
Harry Saputra (né le 12 juin 1981 à Idi en Indonésie) est un joueur de football international indonésien, qui évolue au poste de défenseur.

## Biographie

### Carrière en sélection
Avec l'équipe d'Indonésie, il joue 19 matchs (pour aucun but inscrit) depuis 2002. 
Il figure dans le groupe des sélectionnés lors des coupes d'Asie des nations de 2004 et de 2007.
Il joue également 4 matchs comptant pour les tours préliminaires de la coupe du monde 2006.